# Borgo Mezzanone
Borgo Mezzanone è una piccola frazione del comune di Manfredonia in Provincia di Foggia, posta a ovest del centro abitato, verso il capoluogo.
Vi era una base aerea dell'Aeronautica Militare Italiana, successivamente dismessa.

## Storia
La sua fondazione risale al 1934, durante la bonifica condotta dal regime fascista; poteva ospitare 700 abitanti. I coloni insediati nel borgo erano nativi di cinque comuni limitrofi, tra cui Bovino, Manfredonia e San Ferdinando di Puglia. In origine il nome era Borgo La Serpe, in ricordo del giovane fascista cerignolano Raffaele La Serpe, morto durante il tentativo di occupazione della Camera del lavoro di San Severo.

Mezzanone è il toponimo originale della località. 
Il progetto fu affidato nel luglio del 1934 all'architetto Domenico Sandri e all'ingegnere Giovanbattista Canevari, mentre i lavori furono affidati all'impresa Giulio Scazzieri di Foggia e al costruttore Branduzzi. 
Il borgo fu dotato di:
- una Casa del Fascio con sala riunioni e palestra;
- una scuola con abitazioni per gli insegnanti;
- una chiesa con circa 300 posti, sacrestia e casa canonica;
- un edificio della C.R.I. con ambulatorio sanitario antimalarico;
- una bottega, una tabaccheria, un telefono pubblico, un forno in comune e una cabina elettrica;
- un pozzo con serbatoio per la distribuzione dell'acqua potabile;
- un campo sportivo sul retro della chiesa:
- la caserma dei Carabinieri;
- residenze per i coloni munite di stalle.[2]

## Economia
Per la sua natura di borgo rurale, il piccolo centro è sempre stato legato alle attività agricole svolte dai suoi abitanti, sino alla costruzione nel suo territorio di un importante Centro di prima accoglienza per immigrati, che comprende:
- Casa di accoglienza per immigrati di passaggio Casa Speranza;
- Sportello Caritas per servizi di orientamento e informazione ai richiedenti asilo;
- Servizio doccia-bagni;
- Servizio sanitario;
- Servizio alimenti e vestiario.